# Ford Bronco II

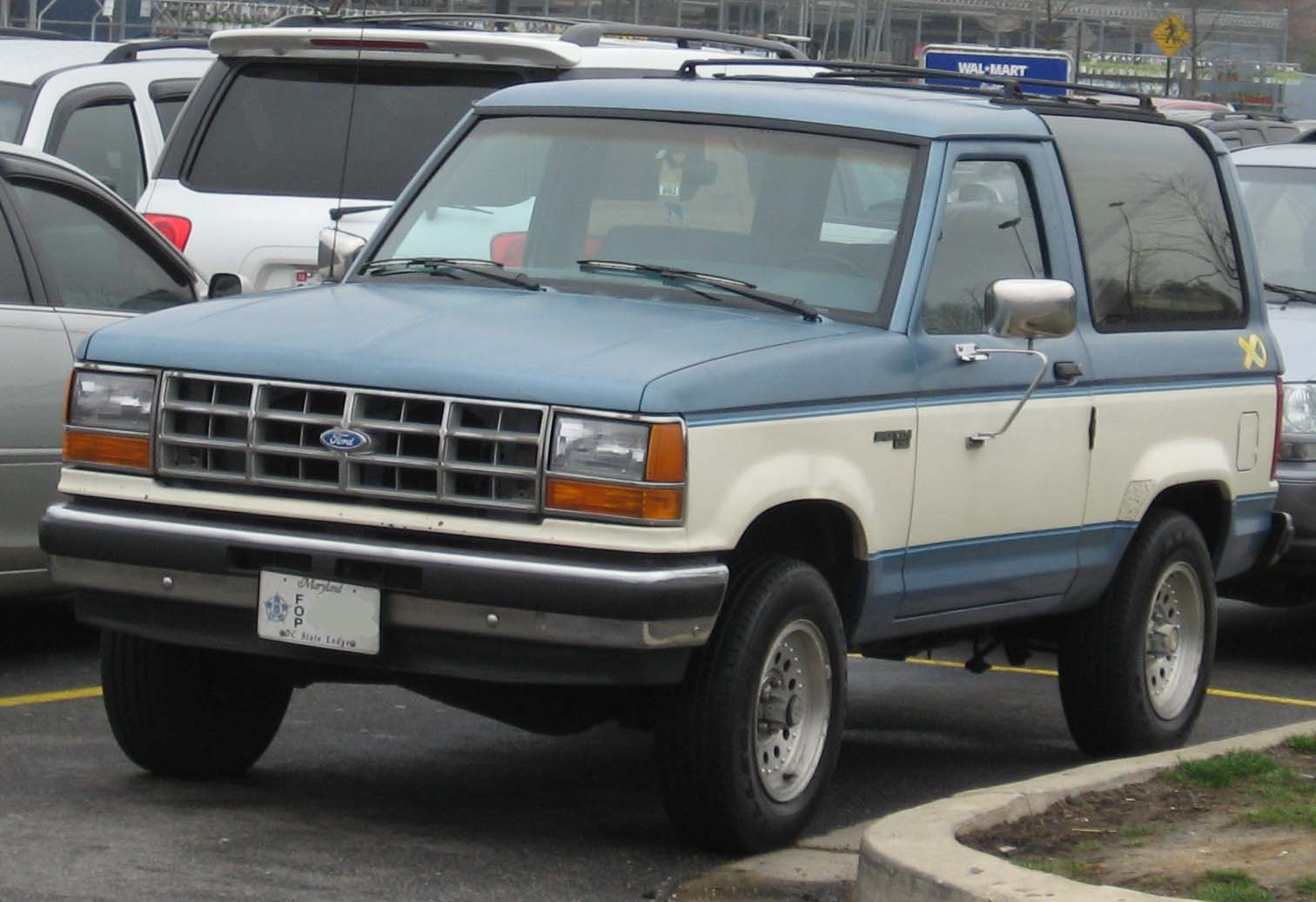
Ford Bronco II (1989-1990)

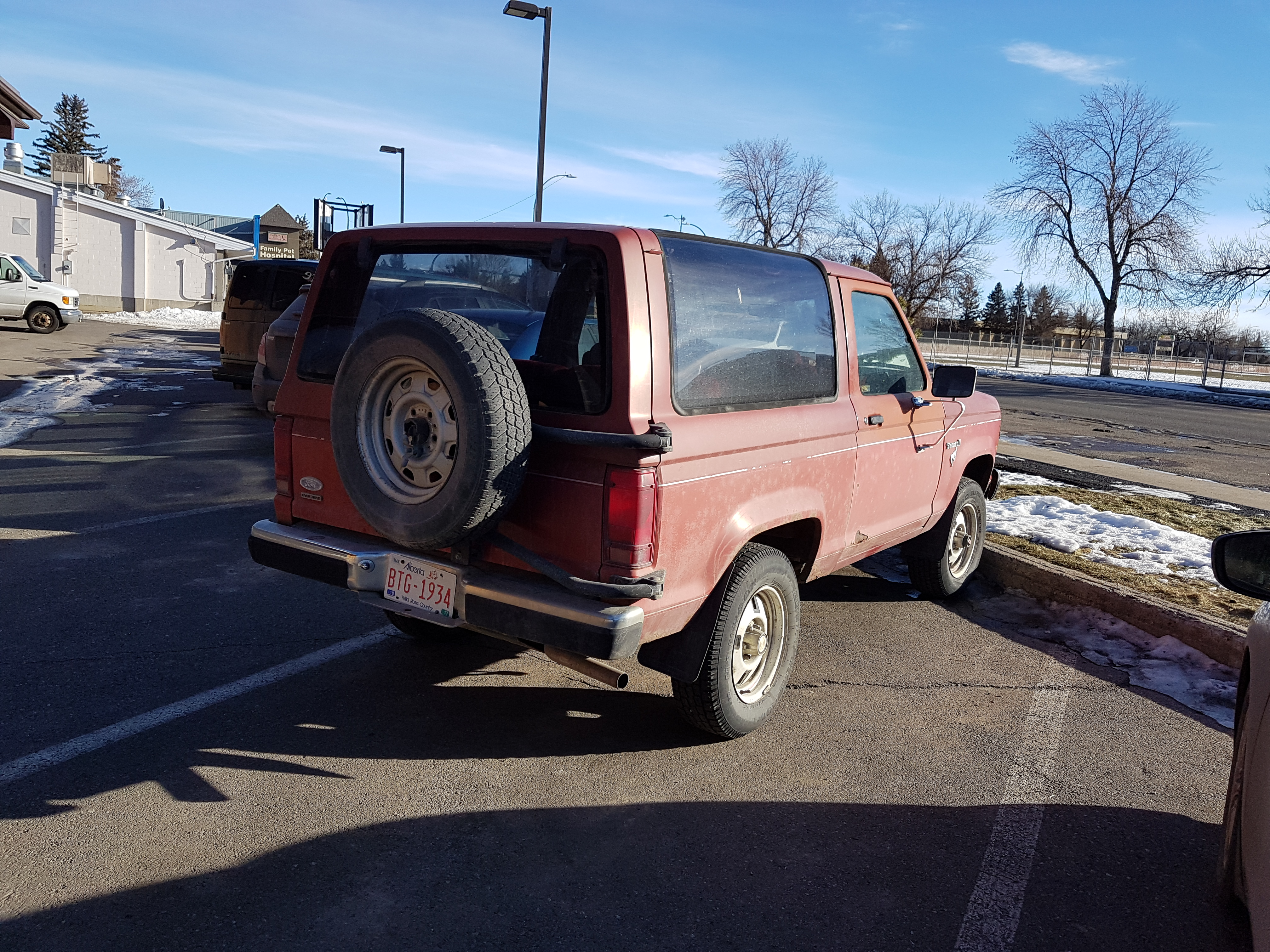

Ford Bronco II — компактний рамний позашляховик компанії Ford, що виготовлявся з 1984 по 1990 рік. Він був меншим аналогом Bronco і конкурентом Chevrolet S-10 Blazer, Jeep Cherokee і Toyota 4Runner. Він базувався на основі Ford Ranger. Він мав колісну базу 2388 мм. Bronco II був доступний з приводом на чотири колеса або з задніми приводом. 
В 1989 році модель модернізували, змінивши передню частину позашляховика. Крім того замість передніх мостів Dana 28 почали встановлювати нові Dana 35. На зміну йому в 1990 році прийшов Ford Explorer.

## Двигуни
- 2.8 л Cologne V6 115 к.с.
- 2.9 л Cologne V6 140 к.с.
- 2.3 л Mitsubishi 4D55T turbodiesel І4 86 к.с.